# اکلوتنا (آلاسکا)

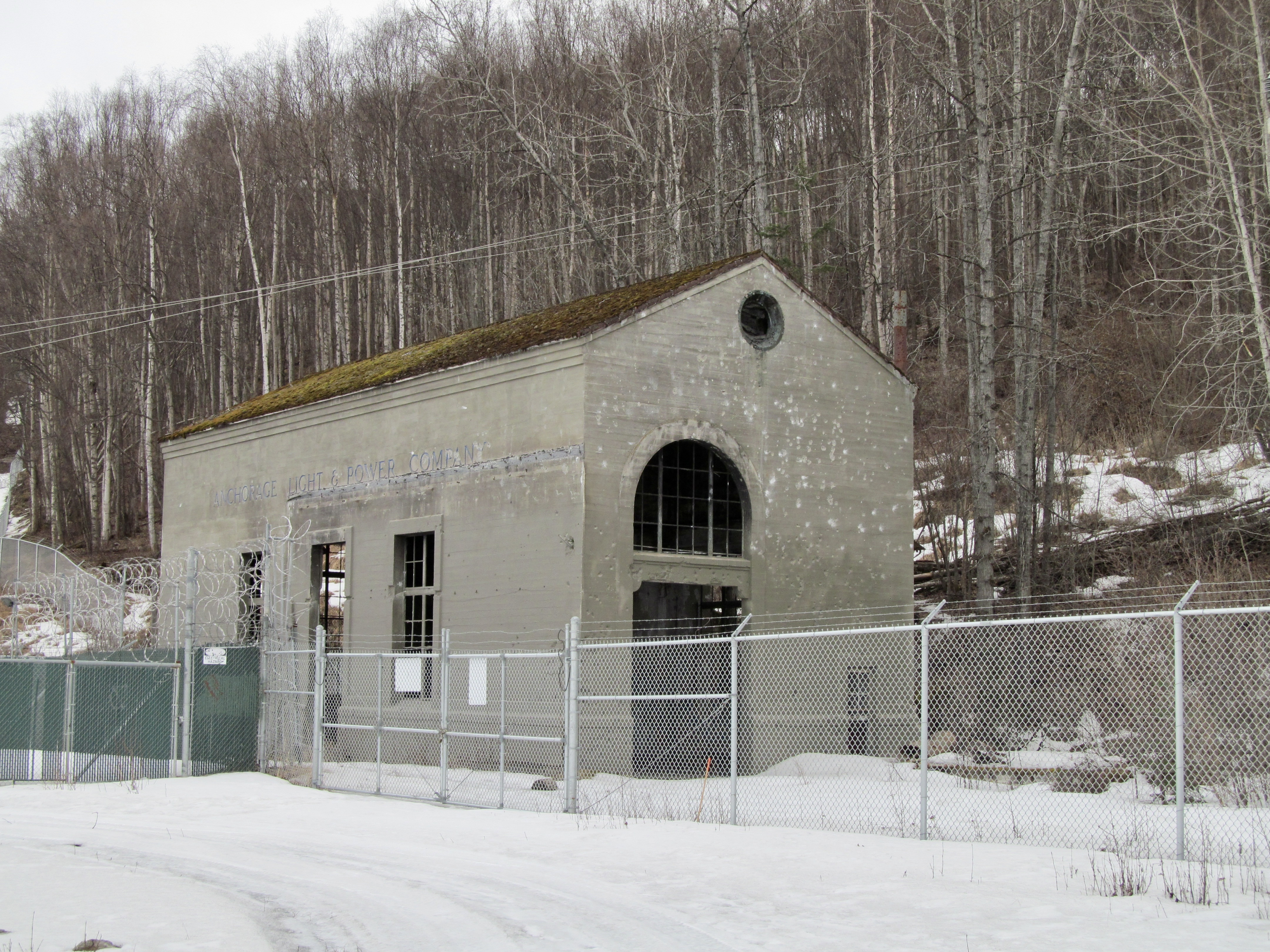
نمایی از ساختمان نیروگاه قدیمی شهر اکلوتنا، ایالت آلاسکا - ۲۰۱۱

اکلوتنا (به انگلیسی: Eklutna) شهری در بخش انکوریج ایالت آلاسکا است که جمعیت آن در سرشماری سال ۲۰۰۰ میلادی ۳۹۴ نفر بوده‌است.